# Tahmasp II

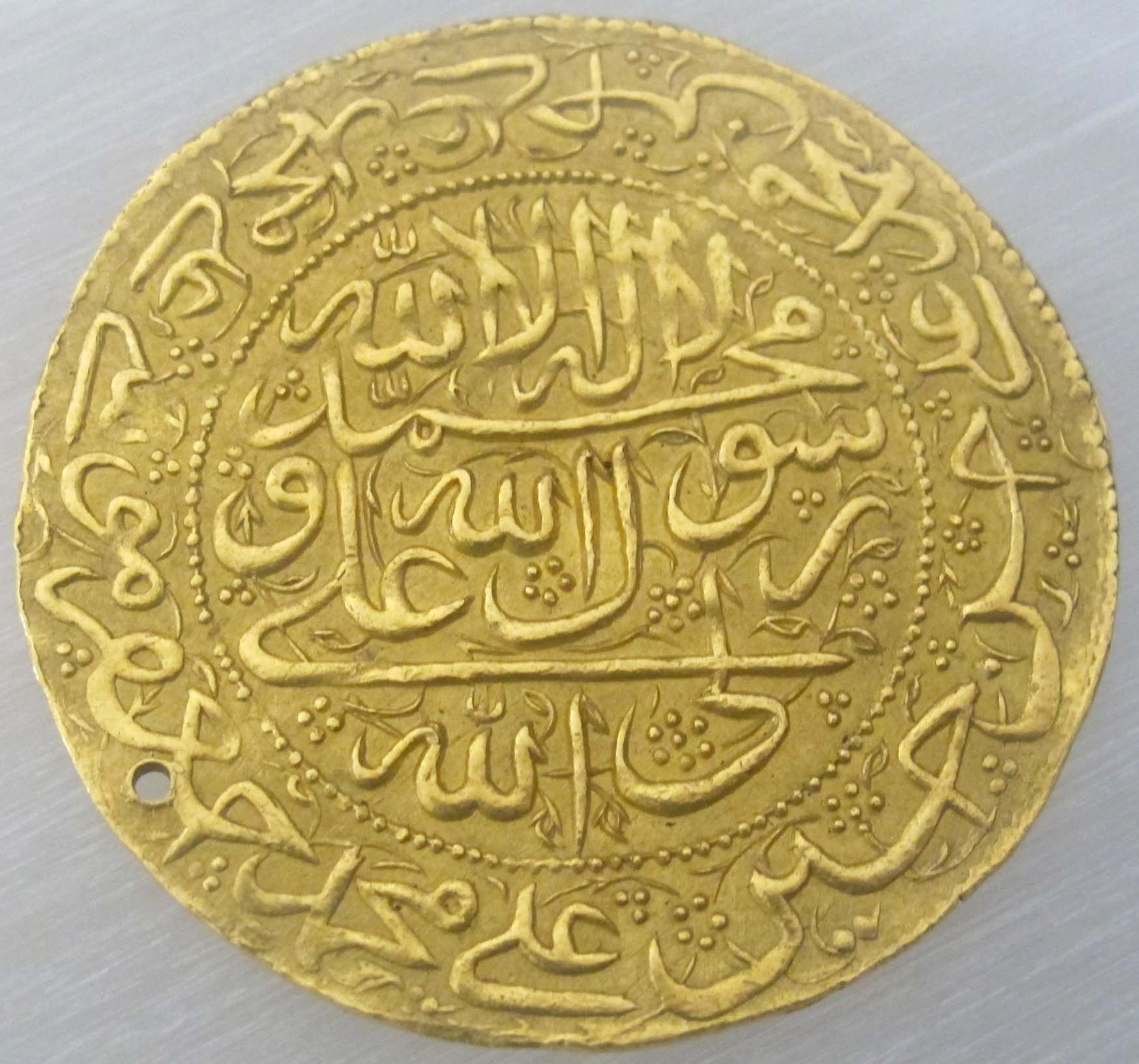
Moneda de Tahmasp II

Tahmasp II (1704? – 1740) fou xa safàvida de Pèrsia (1722 - 1732). Era fill de Sultan Husayn.
El 1719 Mahmud Khan Ghalzay (Mahmud Hotaki Ghilzay) de Kandahar va envair Pèrsia amb uns deu mil homes i es va apoderar del Kirman però al cap d'uns mesos va haver de tornar a Kandahar al produir-se una revolta local. A finals del 1721 o el 1722 els ghilzai afganesos van tornar a Pèrsia sota el mateix Mahmud, el qual va recuperar Kirman i va avançar cap a Esfahan. L'exèrcit reial fou derrotat decisivament a la batalla de Gulnabad a uns 30 km a l'est-nord-est d'Esfahan i després de tres dies Mahmud va continuar avançant i va assetjar la capital. La cort va cridar al rei de Geòrgia Vakhtang VI (Husayn Kuli Khan) però aquest va refusar enviar ajuda. L'hereu Tahmasp Mirza va poder trencar el setge i fugir cap al nord però no va poder reunir tropes per mirar de fer aixecar el setge, i Esfahan va capitular finalment l'octubre del 1722; milers dels seus habitants havien mort de fam o malalties. Mahmud es va proclamar xa i Husayn fou empresonat a Esfahan. Mahmud fou enderrocat pel seu cosí Ashraf Khan que va assolir el poder el 22 d'abril de 1725 tres dies abans de la mort de Mahmud, oficialment de malaltia però probablement estrangulat.
Tahmasp es va dirigir a Mazanderan on a Astarabad es va unir a Fat·h-Alí Khan Qajar que va agafar el títol de naib-as-saltana i wakil-ad-Dawla; una segona versió diu que el xa Tahmasp II li va ordenar alliberar Teheran que estava ocupada pels afganesos, i que després d'un combat indecís a Varamin, es va apoderar de Damghan i es va girar contra Tahmasp i el va derrotar prop d'Ashraf el 1726 fent-lo presoner. Tahmasp i Fath, units d'alguna manera (amb el xa com a ostatge o amb Fath com a lloctinent) es van dirigir al Khorasan i alli van reclutar al cap dels afshars, Nadir Khan a Khabushan arribant la tardor a prop de Mashad. Nadir Khan va convèncer el xa que Fath conspirava contra ell i el xa el va fer matar (11 d'octubre de 1726). Per una traïció Nadir es va apoderar de Mashad (22 de desembre de 1726) que va esdevenir el quarter general de Nadir i els seus homes; Nadir va agafar el títol de Tahmasp Kuli Khan (esclau de Tahmasp) i el rang de kurči bashi (comandant de la guàrdia reial). Nadir va sufocar algunes revoltes locals, va conquerir Kain al sud del territori i es va preparar per sotmetre els abdalis d'Herat per assegurar la rereguarda, sense escoltar a Tahmasp que li insistia a marxar a Esfahan.
El 1727 Allahyar i Dhu l-Fikar, dos caps afganesos abdalis, es van enfrontar, i Nadir va intervenir en favor del primer que va ser imposat a Herat i va esdevenir el seu vassall i molts caps abdalis van passar al servei de Nadir. Diverses tribus van ser trasplantades al Khorasan. Les operacions de 1727 i 1728 no van donar gaires resultats, però mentre va aconseguir eliminar de Mazanderan i Astarabad als governadors nomenats per Tahmasp i posar la seva pròpia gent.
Ashraf Khan, el sobirà Ghilzai de Pèrsia, va assetjar Simnan mentre el seu general Saydal va assetjar Bistam. Nadir, després de la lluita a Herat, va córrer a la tardor en ajut d'aquestes ciutats i va derrotar els ghilzais a la batalla de Mehmandust o Mihmandust prop de Damghan el 29 de setembre de 1729. Nadir va passar a l'ofensiva i Ashraf Khan va fracassar en el bloqueig del pas de Khar a l'est de Varamin i va haver d'abandonar Teheran on es va instal·lar Tahmasp II mentre Ashraf Khan es retirava cap a Esfahan amb Nadir a l'esquena. Per por d'una revolta en favor del príncep safàvida, les tropes afganeses van saquejar Esfahan i van matar molts habitants (incloent 3000 ulemes i notables); Ashraf va rebre llavors ajut otomà i va marxar contra Nadir a Murcakvort a uns 50 km al nord-oest; els afganesos van patir moltes baixes en la lluita que va seguir que en part fou una batalla cos a cos. El 13 de novembre de 1729 Ashraf va abandonar la seva capital a la qual va entrar Nadir tres dies després; la ciutat havia estat saquejada per la població i estava en molt mal estat quan Tahmasp s'hi va presentar al cap d'un mes, com a sobirà.
Ashraf encara disposava d'un exèrcit de 20000 homes i el tresor, i seguia en lluita. Nadir aviat el va empaitar i el va derrotar a prop de Zarkan (al costat de Siraz) el 27 de novembre de 1729, derrotant també un destacament de rereguarda a Pol-e Fasa (16 km al sud-est de Siraz) però Ashraf va poder fugir al Luristan; en la fugida les restes de l'exèrcit afganès es va desintegrar i alguns van fugir en vaixells que van trobar a Bandar Abbas però foren fets presoners pels àrabs del golf i enviats com esclaus a Bahrain i Mascat; estant a Barudjird, Nadir va rebre de Tahmasp II una corona i el nomenament com a wali de Khorasan, Mazanderan, Yedz, Kirman i Sistan. Nadir de fet simplement tolerava a Tahmasp II al tron i es va casar amb Gawarshah Radiyya Sultan, germana del xa, sense ni demanar permís a aquest, i una altra germana Fatima Sultan, fou promesa a Reza o Rida Kuli Khan, el fill gran de Nadir.
Ashraf va provar de fugir per mar cap a Bàssora on esperava obtenir suport otomà, però no ho va aconseguir i la seva única opció era marxar per terra fins a Kandahar; així ho va fer però mentre creuava el desert oriental fou atacat per una banda de balutxis prop de la frontera amb Sistan i va resultar mort (hivern del 1730); aquests balutxis estaven a les ordes d'Husayn, cosí d'Ashraf Khan, que volia venjar la mort de Mahmud Khan (mort el 25 d'abril de 1725 oficialment de malaltia però que se sospitava que havia estat estrangulat per orde d'Ashraf). Husayn s'havia independitzat d'Ashraf al Balutxistan.
Tahmasp va escriure al sultà otomà exigint la devolució dels territoris ocupats. Sense ni esperar la resposta, Nadir va marxar des de Siraz cap a la frontera turca (1730) i va derrotar els otomans a Nihawand i Malayir, reconquerint Hamadan. El sultà otomà va declarar la guerra (juliol), però els perses van seguir avançant i van recuperar el Kurdistan i el 12 d'agost de 1730 Nadir entrava a Tabriz. Els turcs no van reaccionar doncs el 28 de setembre de 1730 va esclatar un motí de disset geníssers liderats per l'albanès Patrona Halil. El sultà i el seu gran visir van dubtar a reprimir la revolta, que va trobar suport entre la població i l'exèrcit a Istanbul; milers de persones, molts armats, es van reunir a At Meydani; Ahmet III i el gran visir eren a Üsküdar (Escutàrion) però a la nit van tornar al palau a la capital; durant dos dies van negociar amb els rebels, que exigien l'entrega del gran visir, del Shaykh al-Islam, del Kapudan Pasha, del Kahya Bey i altres destacats personatges; el 30 de setembre de 1730 a la nit, mancat de suport a l'exèrcit, el soldà va fer matar el gran visir, al Kapudan Pasha i al Kahya Bey, els cadàvers dels quals foren lliurats als rebels el matí del dia 1 d'octubre; el sultà oferia abdicar a canvi de què la seva vida i de la seva família fos respectada. La condició fou acceptada i fou proclamat el seu nebot Mahmut I.
El novembre Nadir va tornar a Mashad. Dhu l-Fikar dels abdalis havia enderrocat a Allahyar i dominava Herat i amenaçava Mashad defensada per Ibrahim Khan, germà de Nadir. Aquest darrer va intervenir en favor d'Allahyar i el 12 d'abril de 1731 estava davant d'Herat. L'agost els abdalis van acceptar restaurar a Allahyar però aquest una vegada en el poder va mantenir la rebel·lió. En total Herat fou assetjada durat deu mesos, i no va ser conquerida fins després de fortes lluites el 27 de febrer de 1732. Allahyar Khan fou exiliat a Multan i 60.000 abdalis traslladats al Khorasan.
Mentre Nadir estava absent els ministres de Tahmasp el van convèncer de renovar les hostilitats contra els turcs. El xa va nomenar un governador propi a Tabriz i va marxar sobre Erivan (primavera del 1731) però ja l'estaven esperant i es va haver de retirar. Eyyubi Ahmad Pasha de Bagdad va conquerir Kermansah i va derrotar a les tropes perses a la batalla de Koridjan el 15 de setembre de 1731, el que va portar al tractat de Bagdad de 10 de gener de 1732 pel que el xa Tahmasp II va haver de cedir els districtes de Gandja, Tbilisi, Rewan, Xirvan i Daguestan (Daghistan), però els perses conservaven Tabriz; no obstant, les objeccions del sultà otomà amb relació a Tabriz van impedir una pau estable, i la lluita va seguir als districtes de Mossul, Kirkuk, Bagdad, Tabriz, Gandja, Tbilisi i Kars fins al final de 1735. El 21 de gener o 1 de febrer de 1732 (calendaris julià i gregorià) es va signar amb els russos el tractat de Rasht pel qual aquests evacuaven el Gilan i les terres al sud de Salyan (al Kur) però l'evacuació de Derbent i Bakú quedava supeditada al fet que els perses recuperessin els territoris al nord de l'Araxes.
En un acte públic Nadir Khan va condemnar el tractat amb l'Imperi Otomà, va revocar als governadors nomenats per Tahmasp II i el juliol es va presentar a Esfahan amb l'exèrcit i va reunir una conferència (kingash) de kizilbaixis i notables als que va fer deposar el xa a causa de borratxera i d'incompetència, proclamant al seu fill infant, Abbas III (17 de juliol de 1732). Tahmasp fou enviat exiliat al Khorasan. Nadir va agafar el títol de wakil al-Dawla (lloctinent de l'Estat) i naib al-saltana (vice-sultan).